# محمد خزائلی
محمد خزائلی (۱۲۹۲، اراک- ۱۳۵۳) در ۱۸ ماهگی بر اثر ابتلا به بیماری آبله بینایی خود را از دست داد ولی توانست با روش حفظ کردن معلومات تدریس‌شده در مدرسه و دانشگاه، به تحصیلات خود ادامه دهد و تا مقطع دکترا در رشته ادبیات و حقوق ادامه تحصیل دهد. وی همچنین به زبان‌های فارسی، عربی، فرانسوی و انگلیسی تسلط کامل داشت. وی بیشر عمر خود را صرف خدمت به بهبود وضعیت نابینایان در ایران نمود و تأسیس چند مرکز آموزشی برای نابینایان، تألیف چند مجله و کتاب از جمله خدمات وی به‌شمار می‌آید.

## زندگی شخصی

### دست کشیدن از موسیقی
محمد خزائلی در جوانی با هنر موسیقی آشنایی پیدا کرد و گهگاه نغمه‌سازی برای دل خود می‌نواخت. روزی که در مجلس جشنی ساز را به دامن او نهادند و از او خواستند که بنوازد، وی پس از اندکی تأمل، ساز را به کناری نهاد و از آن پس برای همیشه دست از نواختن برداشت.

### ازدواج
در یکی از کلاس‌های درس بود که محمد خزائلی عاشق یکی از شاگردان خود به نام صدیقه عظیمی عراقی شد. علی‌رغم آنکه این عشق دوجانبه بود ولی پدر و مادر دختر با این ازدواج مخالف بودند. بالاخره بعد از گذشت چند سال این ازدواج سر گرفت و در سال ۱۳۱۸ زندگی مشترکش را آغاز کرد. حالا دیگر همسرش کتاب‌ها را برایش می‌خواند و او مطالب را به حافظه اش می‌سپرد. ثمره این پیوند چهار پسر و چهار دختر می‌باشد.

### وفات و محلّ دفن
دکتر محمد خزائلی نه تنها در راه نشر معارف دیرپای ایران و اسلام به راستی فعالیت می‌نمود، بلکه زندگانی و بهسازی و بهزیستی جامعه نابینایان ایران را نیز مدنظر داشت. وی طی بیست سال متوالی که انجمن ملی هدایت و حمایت نابینایان ایران را بنیاد نهاده بود و بعد منجر به تشکیل سازمان رفاه نابینایان ایران شد، خدمتی همیشگی و مستدام در حق این گروه نمود و آنچه داشت برای آنان در طبق اخلاص نهاد و هدیه کرد.
دکتر محمد خزائلی، در ۲۲ خرداد ۱۳۵۳ پس از یک هفته اغما چشم از جهان فروبست و در بهشت زهرا به خاک رخ نهاد. سی سال بعد همسرش صدیقه خانم عظیمی عراقی در خرداد ۱۳۸۳ درگذشت و در قبر شوهر خود به خاک سپرده شد.

## تحصیل

### آغاز تحصیل
در آن زمان برای آموزش و پرورش نابینایان وسایل و مدارس خاص وجود نداشت. از این رو رهسپار مکتب خانه‌های قدیم شد و در هفت سالگی به مکتب شیخ حسین مدنی رفت. مدتی برای فراگرفتن قرآن نزد شیخ می‌رفت تا روزی به پدرش گفت: «آقای معلم قرآن را غلط می‌خواند!» و این اولین انتقاد او نسبت به محیط تعلیم و تربیت بود. پدرش متوجه شد که این مکتب خانه جوابگوی خواسته پسرش نیست؛ لذا به محض افتتاح اولین مدرسه در اراک به نام مدرسه صمصامیه او را روانه این مدرسه ساخت.
درس‌ها را برایش می‌خواندند و او به لطف داشتن حافظه قوی آن‌ها را یادمی‌گرفت. در ۱۲ سالگی قرآن را کاملاً حفظ بود و چنانچه آیه‌ای برایش تلاوت می‌شد بلافاصله دنباله آن را قرائت می‌کرد.
رفقای دوران تحصیل وی نقل می‌کنند: هنگامی که برای گردش و تفریح به بیرون شهر می‌رفتند از آنان درخواست می‌کرد که نوشته‌های روی سنگ قبرها را به وی نشان دهند و او با لمس کردن آن‌ها با اشکال مختلف حروف فارسی آشنایی پیدا کرد.
در دوره ابتدایی همیشه شاگرد اول بود و با وجود نابینایی با اشکال زیادی مواجه نشد و به اخذ مدرک پایه ششم ابتدایی با معدل ۲۰ نایل گردید.

### ادامه تحصیل
تحصیلات متوسطه را در صمصامیه اراک ادامه داد ولی برای گذراندن امتحانات پایه سوم متوسطه با مشکلات فراوانی مواجه شد. در این زمان بود که برای اولین بار فقدان بینایی خویش را بیشتر احساس کرد. امتحانات شفاهی دروس را با موفقیت گذرانید ولی نابینایی، مانع از امکان شرکت وی در امتحانات کتبی می‌شد. از این رو در آن سال موفق به دریافت مدرک سوم متوسطه نشد. مدت دو سال به مکاتبه با مرکز مشغول بود تا اینکه شکیبا رئیس فرهنگ وقت به تهران آمد و ترتیبی داد که محمد خزائلی بتواند با کمک منشی امتحانات کتبی را بگذراند. به این ترتیب معمایی بزرگ حل شد و از آن پس این شیوه امتحان برای همه نابینایان معمول گردید.
برای همه در آَن زمان عجیب بود که فرد نابینایی بتواند تحصیل کند، ولی او اهل مبارزه بود و آنی از تلاش غفلت نمی‌کرد؛ تا اینکه بالاخره به تهران آمد و در امتحانات متفرقه پایه ششم متوسطه شرکت کرد و در رشته ادبی در سراسر کشور رتبه اول را به دست آورد و به دریافت مدال علمی نایل آمد.

### آموزش زبان فرانسوی
محمد خزائلی اولین فعالیت اجتماعی خود را ضمن ادامه تحصیل در دبیرستان، با تشکیل کلاس درس در منزل آغاز نمود. در همین دوران بود که به یادگیری زبان فرانسوی، خارج از محیط مدرسه نزد شخصی به نام ژوزف که از ارامنه جلفا و پدرش تاجر فرش بود پرداخت. این معلم ابتدا الفبای زبان فرانسه را با کمک حروفی که از گچ و چوب درست کرده بود به وی یاد داد و سپس به تعلیم کتاب‌های مقدماتی فرانسه پرداخت.
روزی که محمد امتحان زبان فرانسه را در دبیرستان می‌گذرانید، طبق روال پیشین فقط یک نسخه سؤال از مرکز برای آن حوزه امتحانی ارسال شده بود. اگر می‌خواستند سؤالات را در جلسه عمومی قرائت کنند آن گاه در دست منشی او نسخه‌ای از سؤالات نبود تا برایش بخواند و اگر عکس قضیه را انجام می‌دادند سایر شاگردان از آن مطلع می‌شدند. در اینجا حافظه و هوش سرشار وی مددکار همه شد و به ممتحنین پیشنهاد نمود که ابتدا یک مرتبه دیکته و ترجمه فرانسوی را برایش بخوانند و بعد برای انجام امتحان سایر شاگردان بروند. این کار را کردند و وی بدون اشتباه، مطالب قرائت شده را به منشی اش دیکته کرد و هجی نمود و نمره ۲۰ گرفت.

### تحصیلات عالی
محمد خزائلی که او را محمد نابغه لقب داده بودند، هیچ‌گاه در راه تحصیل علم از پای ننشست و به آموختن ادبیات عرب، فلسفه قدیم، عرفان، فقه و اصول، ملل و نحل، علم کلام و تاریخ اسلام پرداخت. آنگاه به تهران آمد و با وجود مشکلات فراوانی که در سر راهش بود در کنکور دانشگاه شرکت کرد و قبول شد و سرانجام در سال ۱۳۲۴ موفق به اخذ درجه لیسانس با رتبه شاگرد اولی از دانشکده الهیات دانشگاه تهران و نیز مفتخر به دریافت مدال علمی گردید. پس از آن باز هم در سال ۱۳۲۵ از دانشکده حقوق و در سال ۱۳۲۹ از دانشکده ادبیات به دریافت لیسانس توفیق یافت.
با پشتکار عجیب و ذوق به تحصیل علم و دانش که در نهاد او منحصر به فرد بود تحصیلات عالیه خود را ادامه داد تا در سال ۱۳۳۲ در رشته ادبیات فارسی و در سال ۱۳۳۶ در رشته قضایی از دانشکده حقوق دانشگاه تهران درجه دکترا گرفت.
وی به تصدیق اغلب دانشمندان و اهل فن، در زمینه علوم مذهبی، ادبیات عرب، معقول و منقول، تصوف، علم، تفسیر، حقوق اسلام و مذهب‌شناسی کم‌نظیر بود. به زبان‌های عربی، فرانسوی و انگلیسی تسلط کامل داشت و به زبان آلمانی نیز آشنا بود.

## تدریس
به دست آوردن کار دولتی برای نابینایان، مشکل بزرگتری بود که محمد خزائلی هم با آن مواجه گردید و مثل همیشه با تلاش و کوشش و نشان دادن لیاقت شخصی خود در سال ۱۳۲۱ به استخدام وزارت فرهنگ و هنر درآمد و به این ترتیب راه دیگری به روی نابینایان گشوده شد.
او ابتدا در دبستانهای گلپایگان و خمین و سپس در دبیرستان‌های اراک به تدریس پرداخت. در زمانی که معلم «مدرسه عظیمیه» اراک بود، علی اصغر حکمت وزیر فرهنگ وقت به اراک آمد و قرار شد معلمین هر کدام در مورد رشته و فن خود مطلبی را بیان کنند. از مدیر مدرسه پرسیدند معلم کلاس ششم کیست؟
مدیر وقت، محمد خزائلی را معرفی نمود و وی در حضور وزیر فرهنگ، هندسه را با ارائه اشکال هندسی به شاگردان تدریس نمود. نتیجه کار به قدری عالی بود که وزیر را متعجب ساخت تا آنجا که مدال درجه اول علمی را به وی اعطا نمود.

## خدمات
محمد خزائلی در سال ۱۳۱۱ آموزشگاه خزائلی را در اراک تأسیس کرد و بعدها آموزشگاهای متعدد خزائلی را در تهران بنیاد نهاد و تمام آن‌ها را شخصاً مدیریت می‌کرد. او بنیان‌گذار اولین مدرسه شبانه در ایران است.
وی نه تنها به باسواد کردن افراد بینا سعی وافی نمود بلکه از با سواد نمودن نابینایان نیز غافل نبود. او اولین کسی بود که «انجمن هدایت و حمایت نابینایان ایران» و سپس «آموزشگاه نابینایان بزرگسال» را تأسیس نمود و سهم خود را در باسواد کردن روشندلان کشور تا سر حد امکان ایفا نمود. وی یک لحظه از تلاش در عرصه تعلیم و تربیت غافل نماند و به راستی عمر خود را در گرو تحصیل و تدریس علم و دانش نهاد.
در سال ۱۳۴۸ «مجله روشندل» را برای اشاعه اخبار مربوط به نابینایان ایران و جهان منتشر نمود. از مؤسسات نابینایان کشورهای سیلان، هندوستان، فرانسه، جمهوری فدرال آلمان، عربستان سعودی، جمهوری دمکراتیک آلمان، روسیه و اسپانیا با هدف گسترش فعالیت‌های نابینایان ایران بازدید نمود. وی عضویت «کمیته اجرایی خاورمیانه» در «شورای ملی رفاه نابینایان «اتحادیه بین‌المللی نابینایان» و «کمیته اجرایی کنفرانس بین‌المللی تربیت مبتلایان به نقص بینایی» را برعهده داشته‌است.
محمد خزائلی علاوه بر تدریس در آموزشگاه‌های خود، در مراکز آموزشی عالی کشور نیز به تدریس ادبیات فارسی اشتغال داشت و در مدت ۶۲ سال زندگی پرثمر خود ۳۹ کتاب ارزنده تألیف کرد که اغلب آن‌ها در دانشگاه‌ها و مدارس علمیه تدریس می‌شود.

## افتخارات
وی در دوران خدمتش، افتخار دریافت دو قطعه مدال درجه اول و یک قطعه نشان درجه دوم علمی را داشته
است.

## تالیفات
تألیفات وی در چهار بخش تحت عناوین:
رسالات، کتاب‌های درسی، سایر تألیفات و آثار چاپ نشده به شرح ذیل است:
رساله‌ها:
- رساله دکترای ادبیات خود را به روشنگری دربارهٔ «اعلام قرآن» اختصاص داد و اکنون این کتاب ارزنده از جمله کتاب‌های منبع و مأخذ تحقیقات قرآنی و اسلامی است.
- رساله دکترای حقوق او نیز کتابی است به نام «مسئولیت مدنی کارفرما، ناشی از عمل کارگر» که این اثر پژوهشی نیز می‌تواند ملاک بسیاری از داوری‌های وزارت کار قرار گیرد.

برخی دیگر، کتابهای دکتر خزائلی را به دو دسته درسی و غیردرسی تقسیم کرده اند. 
دکتر محمد خزائلی تألیف ارزنده دیگری دارد به نام «احکام قرآن» این کتاب جامع، مقام آن را دارد که رهنمود راستین حکام شرع قرار گیرد. همچنین کتاب «فقه» را در شش جلد تدوین نموده‌است. «فلسفه اسلام» و ترجمه «معالم القریه فی الحکام الحسبه» نیز از آثار دیگر اوست.
وی در گلستان و بوستان سعدی نیز عارفانه و محققانه سیر معنوی و علمی نموده و با تألیف دو جلد کتاب به نام‌های «شرح گلستان» و «شرح بوستان»، هرگونه معضل و مشکلی را که ادب دوستان در بیانات و سروده‌های سعدی داشته‌اند رفع کرده و پرده ابهام و ایهام را از آن به کنار زده‌است. کتاب دیگری به نام «گلهای ادب» درچهار جلد را نیز تقدیم علاقه‌مندان به ادبیات فارسی نموده‌است و همچنین کتاب «دستور زبان جاویدان» از آثار گرانقدر دکتر محمد خزائلی است.
«خودآموز حکمت مشاء» یکی دیگر از تألیفات اوست که ترجمه‌ای بلیغ و رسا از «مقاصد الفلاسفه» امام محمد غزالی است. برگزیده‌هایی زیبا از آثار ادب عرب گردآورده که با طبع لطیف و حساس خود، کتابی خواندنی و جمیل به کتابخانه‌های دانش پژوهان هدیه داشته و نام آن را «المنتخب فی ادب العرب» نهاده‌است. کتاب‌های «نهج الادب» در صرف و نحو عربی را در شش جلد و «الاسلوب الحدود» برای مکالمه عربی را در دو جلد تألیف نموده‌است. سه کتاب دیگر در رشته منطق دارد به نام‌های «منطق و مختصری از فلسفه شرق»، «منطق نظری» و «منطق عملی» که در حقیقت از راه دانش ثمر بخش منطق، دریچه‌ای به باغ فلسفه گشوده‌است.
زیبایی‌شناسی یکی از رشته‌های فلسفه‌است و این واقعیت را در کتاب «تاریخ مختصر فلسفه و زیبایی‌شناسی» که دکتر محمد خزائلی تدوین نموده‌است، می‌توان به نیکویی دریافت. کتاب دیگری که بر آن نام «مختصر روان‌شناسی» نهاده، کتابی است کامل که همگان را با دانش روان‌شناسی آشنا می‌سازد.
داستان‌های «دایانا و ونوس» در ادبیات یونان، روم، انگلیس و ایران نیز آثار زیبای اوست.
دکتر محمد خزائلی به آموزش بنیادها و نهادهای ادبی خدمتی بسزا کرده و از همکاران و دوستان خود نیز یاری گرفته‌است، کتاب «بدیع و قافیه» را با همکاری دکتر حسن سادات ناصری تألیف کرده، کتاب «مختارات» را با یاری دکتر محمد خوانساری نوشته، «دستور جاویدان» را به مدد سید ضیاءالدین می‌رمیران تدوین کرد. «اسلوب الحدیث» را با کمک سید عبدالباقی تنکابنی به مشتاقان هدیه نموده‌است.
وی آثار مدون دیگری دارد که اکنون در کتابخانه‌ای که از او به یادگار مانده و به دانشگاه اصفهان هدیه شده موجود است. از آن جمله آثار وی چون ترجمه «تهافت الفلاسفه» غزالی، ترجمه «مفتاح العلوم» خوارزمی، «فرهنگ اصطلاحات روان‌شناسی و فلسفی» با استفاده از فرهنگ‌های روان‌شناسی و فلسفی فرانسه و انگلیس را می‌توان نام برد.